# Університет Арканзасу
Арканзаський університет або Університет Арканзасу (англ. University of Arkansas) — університет, знаходиться в місті Фейетвілл, штат Арканзас (США). Заснований як Арканзаський індустріальний університет в 1871 році, його нинішня назва була прийнята в 1899 році. Слід зазначити, що університет сильний в архітектурі, сільському господарстві (зокрема, тваринній науці і птахівництві), бізнесі, мистецтвознавстві, історії, праві, та у дослідженях Близького Сходу.
Загальне число учнів на осінній семестр 2013 було 25 365. Університетське містечко включає в себе більше 130 будівель на 345 акрів (1,40 км²). Кількість академічних програм перевищує 200.